# Alfred Walther
Alfred Walther (* 17. September 1886 in Kilchberg; † 15. Dezember 1955 in Bern) war Schweizer Ordinarius für Betriebswirtschaftslehre an der Universität Bern.

## Leben
Sein Diplom als Bauingenieur erhielt Walther von der Eidgenössischen Technischen Hochschule in Zürich. Anschließend war er als Ingenieur in der Praxis tätig. Zugleich beschäftigte er sich aber auch mit wissenschaftlichen Problemstellungen und veröffentlichte so 1923 in seinen Aufsatz Grundzüge industrieller Kostenlehre. Seine Habilitation erfolgte 1927 als Privatdozent an der TH Zürich. 1939 erhielt er einen Ruf an den Lehrstuhl für Betriebswirtschaftslehre der Universität Bern als Nachfolger des verstorbenen Hans Töndury. Dort war er zuerst mit einem Lehrauftrag, ab 1940 als außerordentlicher und ab 1944 als ordentlicher Professor tätig.

## Wirken
Walther war einer der Gründer und Herausgeber der Zeitschrift Die Unternehmung. Zeitschrift für Betriebswirtschaft und Organisation. Für seine Bemühungen um die Betriebswirtschaftslehre erhielt er 1953 von der Technischen Hochschule Darmstadt die Ehrendoktorwürde verliehen.

## Veröffentlichungen
- Grundzüge industrieller Kostenlehre, 1923, in Schweizerische Bauzeitung
- Einführung in die Wirtschaftslehre der Unternehmung – Band 1, Zürich 1947
- Einführung in die Wirtschaftslehre der Unternehmung – Band 2, Zürich 1953

## Quelle
- Ulrich, H. „Mitteilung – Alfred Walther“ in Zeitschrift für handelswissenschaftliche Forschung, 1956, S. 75–78